# King Arthur: Legend of the Sword
King Arthur: Legend of the Sword (titulada El Rey Arturo: La Leyenda de la Espada en Hispanoamérica y Rey Arturo: La Leyenda de Excalibur en España) es una película británica-estadounidense de 2017, dirigida por Guy Ritchie y protagonizada por Charlie Hunnam, Astrid Bergès-Frisbey, Djimon Hounsou, Jude Law y Eric Bana. La cinta fue estrenada el 11 de mayo de 2017. 
El filme solo recaudó $148 millones y costó $175 millones, siendo un fracaso de crítica (se la tildó de "aburrida y desordenada"), taquilla y público. Las seis secuelas planeadas fueron canceladas tras el desastroso resultado.
Clasificación (en EE. UU.) PG.    

## Sinopsis
La historia presenta a un joven Arturo que dirige los callejones de Londinium con su pandilla, sin darse cuenta del linaje real que posee hasta que saca de la piedra la espada Excalibur y, con ella, decide su futuro. Desafiado de forma instantánea por el poder de Excalibur, Arturo se ve obligado a tomar algunas decisiones difíciles. Unido a la Resistencia y tras conocer a una joven misteriosa llamada "La Maga", tendrá que aprender a dominar la espada, enfrentarse a sus demonios y unir al pueblo para derrotar al tirano Vortigern, que robó su corona y asesinó a sus padres, y convertirse en rey.

## Reparto
- Charlie Hunnam: el Rey Arturo.
- Àstrid Bergès-Frisbey: La Maga.
- Djimon Hounsou: el caudillo de la resistencia Bedivere.
- Jude Law: el Rey Vortigern.
- Eric Bana: el Rey Uther Pendragon, el padre del Rey Arturo.
- Poppy Delevingne: Igraine, madre del Rey Arturo.
- Katie McGrath: Elsa, esposa de Vortigern.
- Aidan Gillen: Goosefat Bill.
- Justin Aves: Capitán de los Blacklegs.
- Annabelle Wallis: Maggie
- David Beckham: Trigger.
- Millie Brady: la Princesa Catia.
- Mikael Persbrandt: Kjartan.
- Hermione Corfield: Syren.
- Freddie Fox: Ed.
- Georgina Campbell: Kay.
- Michael McElhatton: Jack.